# 하당신도시
하당신도시(下塘新都市)는 전라남도 목포시의 신도심이다. 1990년대 후반부터 건설되기 시작하여 지금은 목포의 중심이 되었다. 하당신도시의 발전으로 구도심이 침체되자, 목포시는 2008년에 전국 최초로 원도심 활성화 조례를 제정하였다.

## 개요
하당신도시는 전라남도 목포시의 신도심으로, 새로운 택지조성을 위해 목포시에서 추진한 사업이다. 1999년까지 택지사업이 완료되었으며, 2003년 초까지 중심상업용지, 일반상업용지, 준주거 및 주거용지 등이 분양됐다.
하당지구는 기존의 무안군 관할 지역이었던 상리가 목포시에 편입되면서 상동을 하당동으로 분리, 점차적으로 택지 매립과 함께 신흥동, 부흥동 등으로 나뉘면서 규모가 커졌다. 남악신도시와 전남도청은 하당지구와 시가지가 연결되어 있다. 2001년 기준 해당 택지 면적은 108만 6000평이었다.
이외에도 영암과 해남, 무안으로 가는 국도가 나뉘는 분기점이 신도심 끝부분에 자리하고 있어 대불산업단지의 배후도시는 물론 인구 확보를 위한 기지로 건설됐다. 하당신도심은 바다와 접하고 있어 갓바위터널을 지나면 바로 갓바위 관광특구 내 박물관 시설과 접할 수 있고 바다 접안 일대에 지어진 평화광장은 기존에 미관광장이던 것을 김대중 대통령의 노벨평화상 수상과 발맞춰 평화광장으로 이름을 바꾼 뒤 야경 사업과 레저 중심 공원으로 쓰이고 있다.

## 해당 지역
- 하당동
- 신흥동
- 부흥동
- 옥암동
- 부주동
- 상동
- 삼향동

## 원도심의 쇠퇴
하당신도시 택지개발 사업과 함께 대단위의 아파트 공급이 이뤄지고 면적 증대로 영산강 하굿둑 일대까지 그 영역이 확장되자 원도심의 인구가 급격히 유출되어 원도심은 경제 악화를 피할 수 없게 되었다. 극장 네 곳이 2005년에 하당신도시에 지어지는 등 기본 시설이 대거 이동함에 따라 저녁에는 원도심에서 젊은이들의 모습이 크게 줄어드는 등 상권 죽이기라는 상인들의 볼멘소리가 끊이지 않았다. 이에 따라 원도심에 루체비스타 빛의 거리 조성을 본격화하는 한편 상업 용지 임대료 지급 등을 통해서 상권 활성화를 꾀하고 있으며 2008년 말 전국 최초로 원도심 활성화 조례까지 제정하게 됐다.